# Mario Monge
Mario Antonio Monge (ur. 27 listopada 1938 w San Salvador, zm. 31 maja 2009) – salwadorski piłkarz, reprezentant kraju grający na pozycji pomocnika.

## Kariera klubowa
Mario Monge przygodę z futbolem rozpoczynał w 1957 roku w klubie 11 Municipal, w którym grał do 1958 roku. Rok 1959 spędził w Atletico Constancia. W latach 1961–1962 grał w klubie FAS Santa Ana, z którym wywalczył Mistrzostwo Salwadoru w 1962 roku. W roku 1962 grał również w klubie Italia FC, po czym powrócił do FAS, gdzie grał w 1963 roku. W latach 1965–1967 grał w klubie Alianza San Salvador. Z Alianzą dwukrotnie wywalczył Mistrzostwo Salwadoru w 1966 i 1967 roku. Ostatnim klubem w jego karierze był ponownie FAS Santa Ana, gdzie zakończył karierę w 1970 roku.

## Kariera reprezentacyjna
Mario Monge grał w reprezentacji Salwadoru w latach sześćdziesiątych i siedemdziesiątych. W 1968 i 1969 roku uczestniczył w zakończonych sukcesem eliminacjach Mistrzostw Świata 1970. Na Mundialu w Meksyku wystąpił w spotkaniu z ZSRR.